# Oset łopianowaty
Oset łopianowaty (Carduus personata (L.) Jacq.) – gatunek rośliny należący do rodziny astrowatych. Występuje w górach środkowej Europy, w Alpach, Apeninach, na Bałkanach. W Polsce spotykany w Karpatach i Sudetach; sięga od regla dolnego po piętro kosodrzewiny. Także na Lubelszczyźnie.

## Morfologia

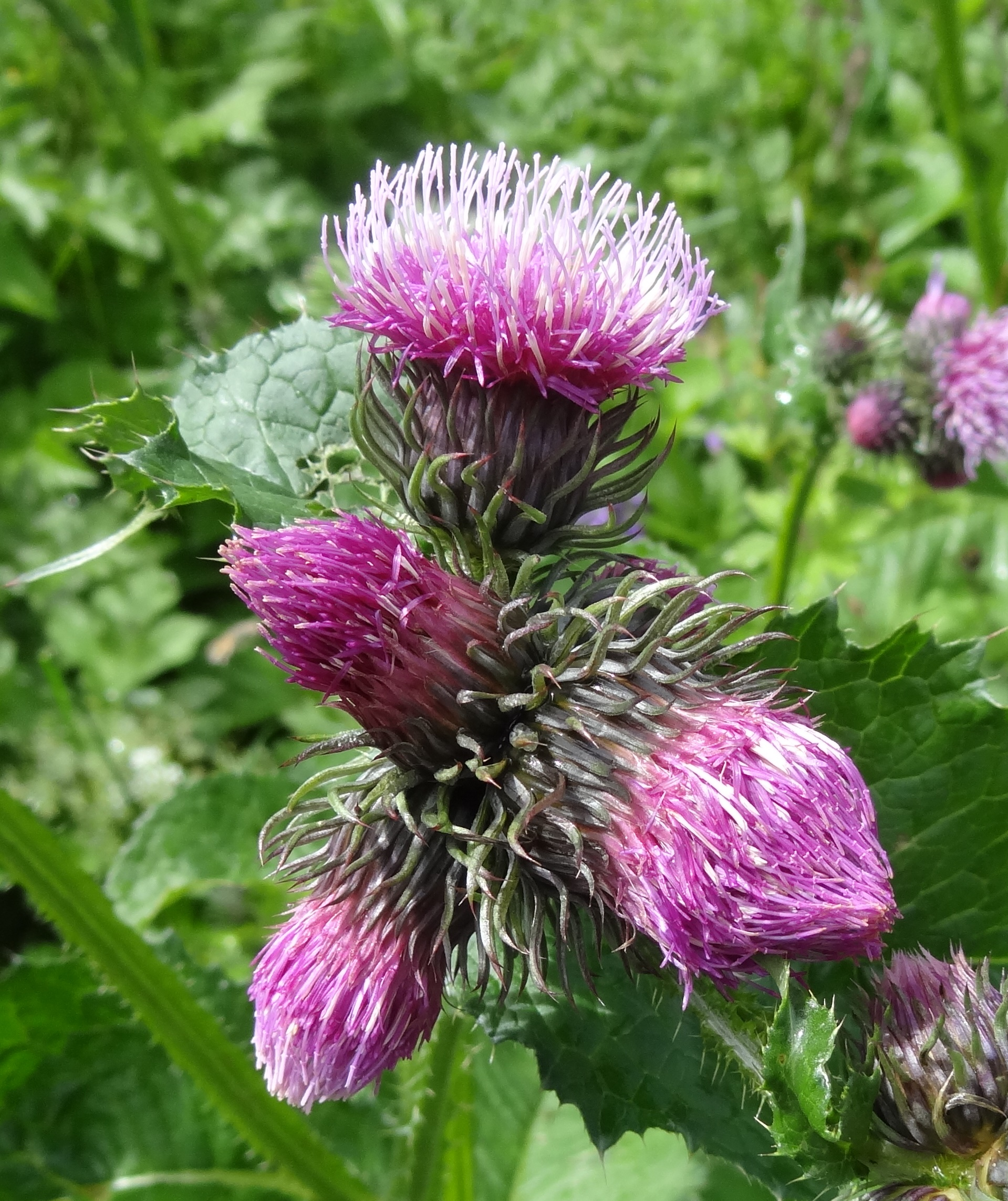
Kwiatostan

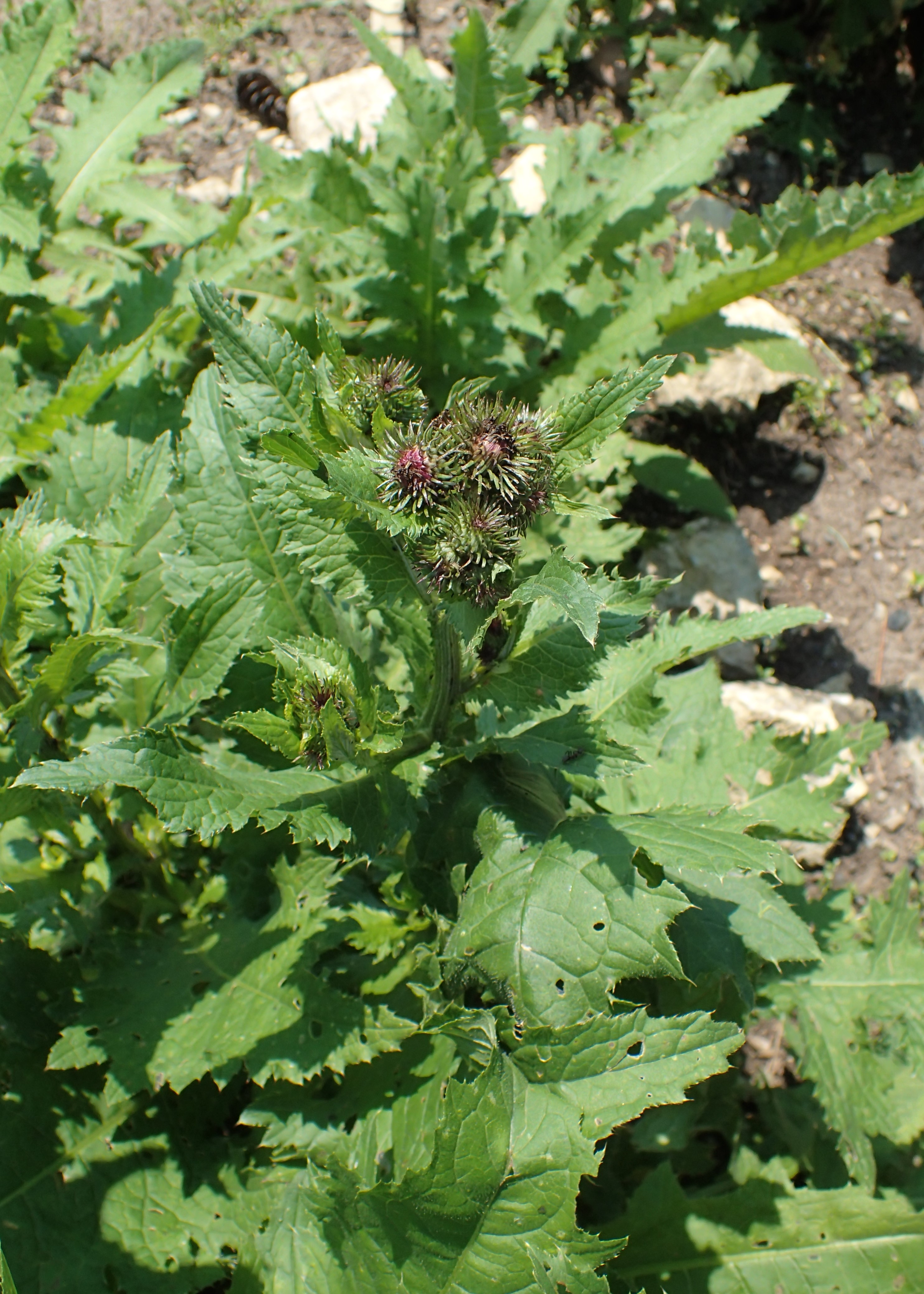
Liście, pęd przed kwitnieniem

ŁodygaO długości od 40 do 160 cm, wąsko oskrzydlona i szczeciniasta.
LiścieSkrętoległe, odziomkowe i dolne kształtu szerokojajowatego i głęboko pierzastodzielne lub lirowate, zwężone w ogonek. Liście środkowe i górne jajowate, siedzące, zaostrzone i obejmujące łodygę, szczeciniasto ząbkowane na brzegu. Górna strona liści naga bądź nieznacznie owłosiona, dolna strona szaro i filcowato owłosiona.
KwiatyKoszyczki o długości od 2 do 2,5 cm, skupione po kilka na szczycie łodyg, wzniesione. Listki okrywy nagie, zielone, nabiegłe brunatno lub fioletowo, o szerokości ok. 2,5 mm zwężające się od samej nasady, równej długości, równowąskie, z wygiętym na zewnątrz nieostrym kolcem o długości około 2 mm. Kwiaty rurkowate, obupłciowe, z koroną purpurowoczerwoną, pociętą na 5 łatek.
OwocNiełupka jasnobrunatna, o długości ok. 4 mm, z białymi, nierozgałęzionymi włoskami puchu kielichowego (o długości ok. 1 cm).

## Biologia i ekologia
Bylina, hemikryptofit. Kwitnie od czerwca do września. Rośnie na glebach wilgotnych, żyznych i bardzo żyznych, o odczynie obojętnym, w półcieniu. Spotykana w lasach łęgowych i w zbiorowiskach ziołorośli nad brzegami potoków.
W Polsce uznawany za gatunek charakterystyczny związku zbiorowisk ziołorośli wysokogórskich Adenostylion alliariae oraz wyróżniający nadrzecznej olszyny górskiej Alnetum incanae. W innych krajach, np. w Szwajcarii, opisywany jako niecharakterystyczny gatunek związany ze zbiorowiskami wilgotnych ziołorośli ze związku Petasition officinalis. 
Liczba chromosomów 2n=22, 18.
Poza podgatunkiem nominatywnym (C. personata personata) wyróżnia się podgatunek C. personata subsp. albidus (Adamovic) Kazmi (syn. C. bicolorifolius Klokov, C. personata var. albidus (Adamov.) Kazmi).